# 底特律第一长老会教堂
基督教神学院（Ecumenical Theological Seminary）位于密歇根州底特律伍德沃德大道2930号，兴建于1889年，当时是底特律第一长老会教堂（First Presbyterian Church）。

## 建筑

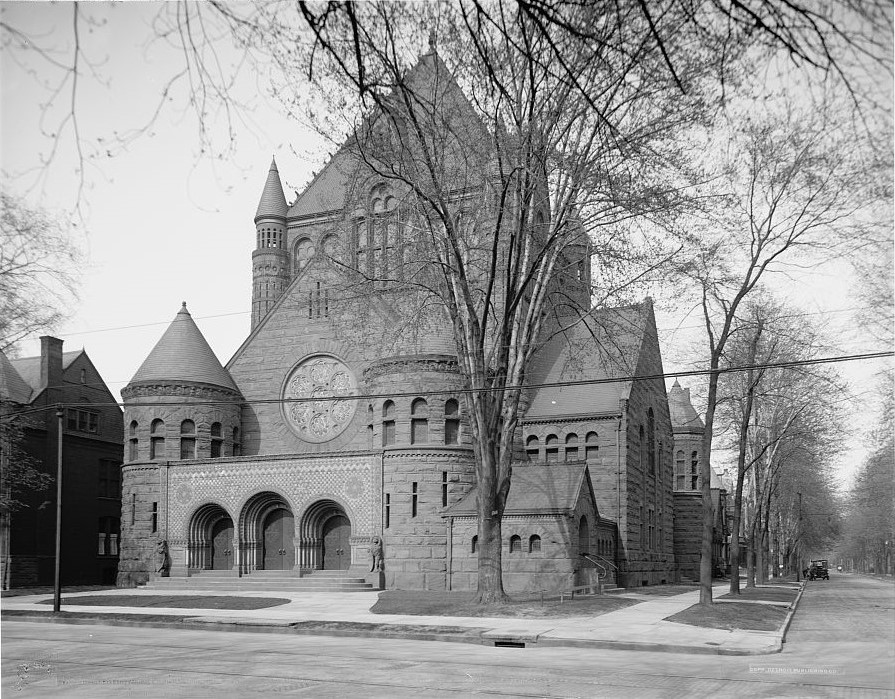
1906年的底特律第一长老会教堂

乔治·梅森设计的第一长老会教堂模仿了亨利·霍布森·理查森设计的波士顿三一教堂，使用红色粗砂岩，平面为希腊十字。
石砌拱门支持着一个红色砂岩塔楼，而石板屋顶的每个角也有一个塔楼。教堂的花窗玻璃是例外，许多是蒂芙尼玻璃（Tiffany glass）。 
1936年伍德沃德大道拓宽，精心雕刻的入口门廊是从临伍德沃德大道的正面迁移到埃德蒙广场一侧。

## 现状
这座建筑现在是基督教神学院，1980年成立。1992年，计划将第一长老会教堂租借给一所神学院；2002年，底特律长老会将房屋、土地和捐赠给了基督教神学院。